# Шарджа (місто)
Ша́рджа (араб. الشارقةaš-Šāriqah (аш-Шарика) — третє за величиною місто в ОАЕ, адміністративний центр емірату Шарджа.
Населення - близько 900 000 чоловік (2010). Разом з Дубаєм та Аджманом, утворює агломерацію з населенням в 3 132 181 чоловік.

## Історія
Поселення на місці Шарджі відомі з давніх часів. Бурхливий розквіт торгівлі в XIX столітті зробив місто найважливішим морським портом.

## Географія та клімат
Розташований на березі Перської затоки на північний схід від столиці - Абу-Дабі по сусідству з Дубаєм та Аджманом, утворюючи агломерацію. За останні 20 років місто сильно збільшилося в розмірах, увібравши в себе приміські села. Зараз Шарджа займає територію в 235,5 км, промислові квартали і передмістя простягнулися на кілька кілометрів у напрямку пустелі на північ та схід. Центр же міста розташувався уздовж лагуни, де розташовані зони відпочинку й парки.

## Транспорт
У місті є морський порт та великий міжнародний аеропорт, що діє з 1932 року, автобусна станція для зв'язку з іншими Еміратами країни.
Внутрішньоміський транспорт: автобус та муніципальне таксі. Таксі працює за лічильником. Посадка в таксі для проходження всередині міста і емірату - 5 дирхамів, при проходженні в інший емірат - 20 дирхамів. Мінімальна вартість поїздки на таксі 12 дирхам.
У місті організовано автобусний екскурсійний маршрут центром міста.

## Пам'ятки
Головними визначними пам'ятками міста є мечеть короля Фейсала - одна з найбільших на Близькому Сході (вміщує до 3 тис. осіб), старовинний район Мереджа, сторожові вежі уздовж узбережжя затоки Аль-Хан, монумент Священному Корану, пам'ятник Прогресу, численні музеї й виставки, а також Парк розваг Аль-Джазіра на острові та дивовижні пляжі лагуни Халід. У Шарджі знаходиться третій за висотою в світі (після Джидда та Женеви) фонтан, що б'є прямо із затоки. У Шарджі знаходяться великі східні базари, рибний ринок. Місто також славиться своїми музеями: Національної спадщини, Мистецтва, Археологічний та науковий музеї.
В еміраті та місті діють найсуворіші на території ОАЕ традиційні норми ісламу.

## Галерея

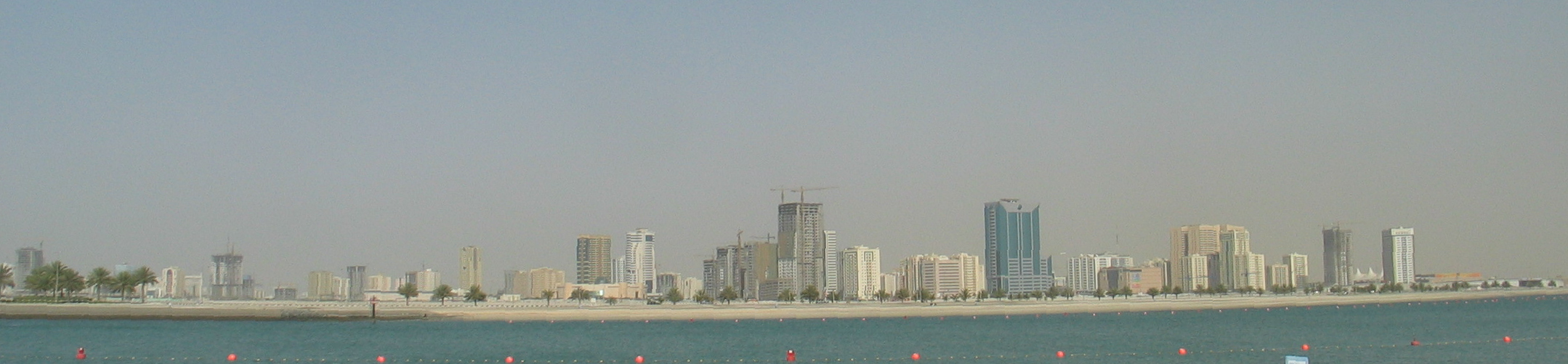
Шарджа, панорама

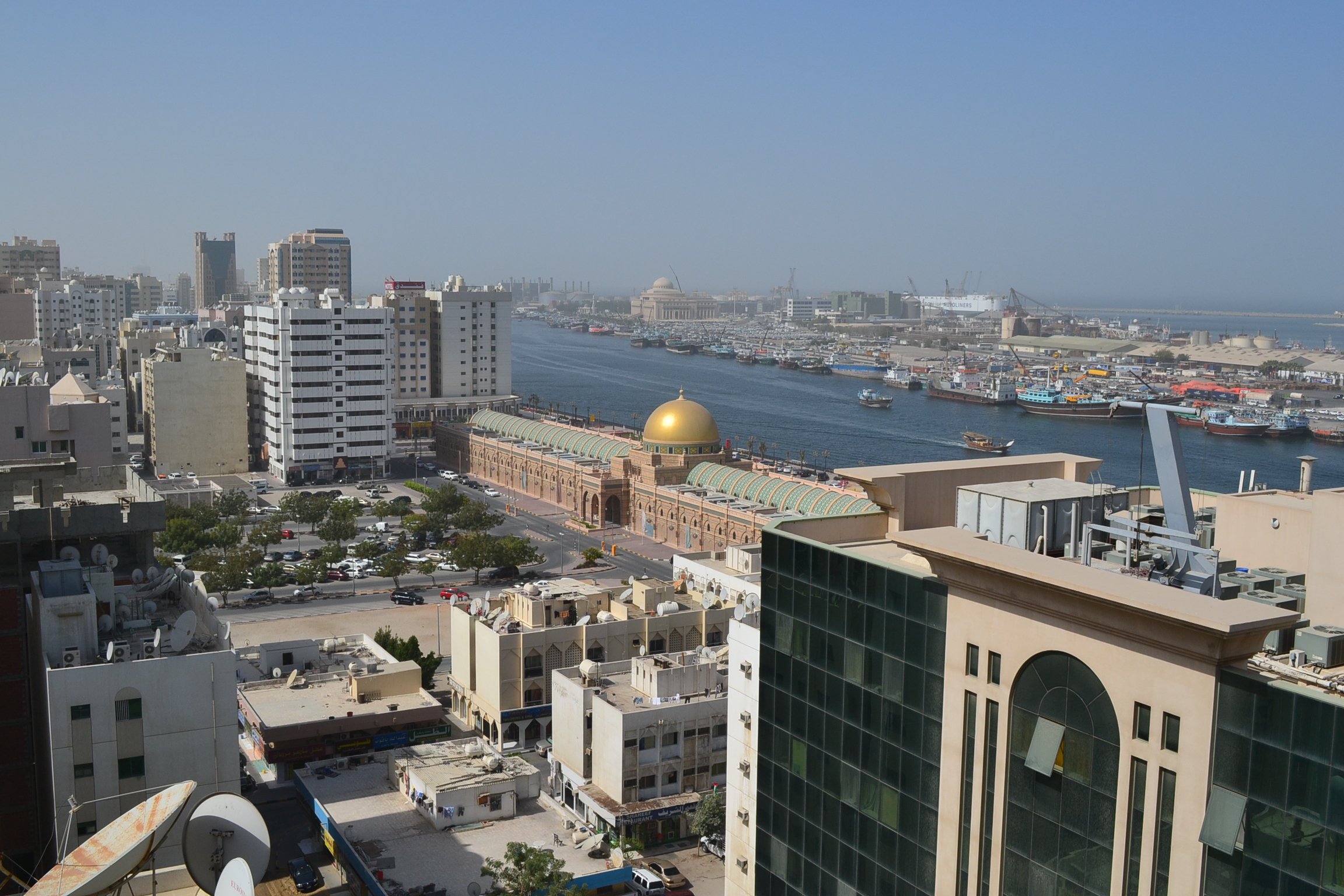
Музей Ісламу
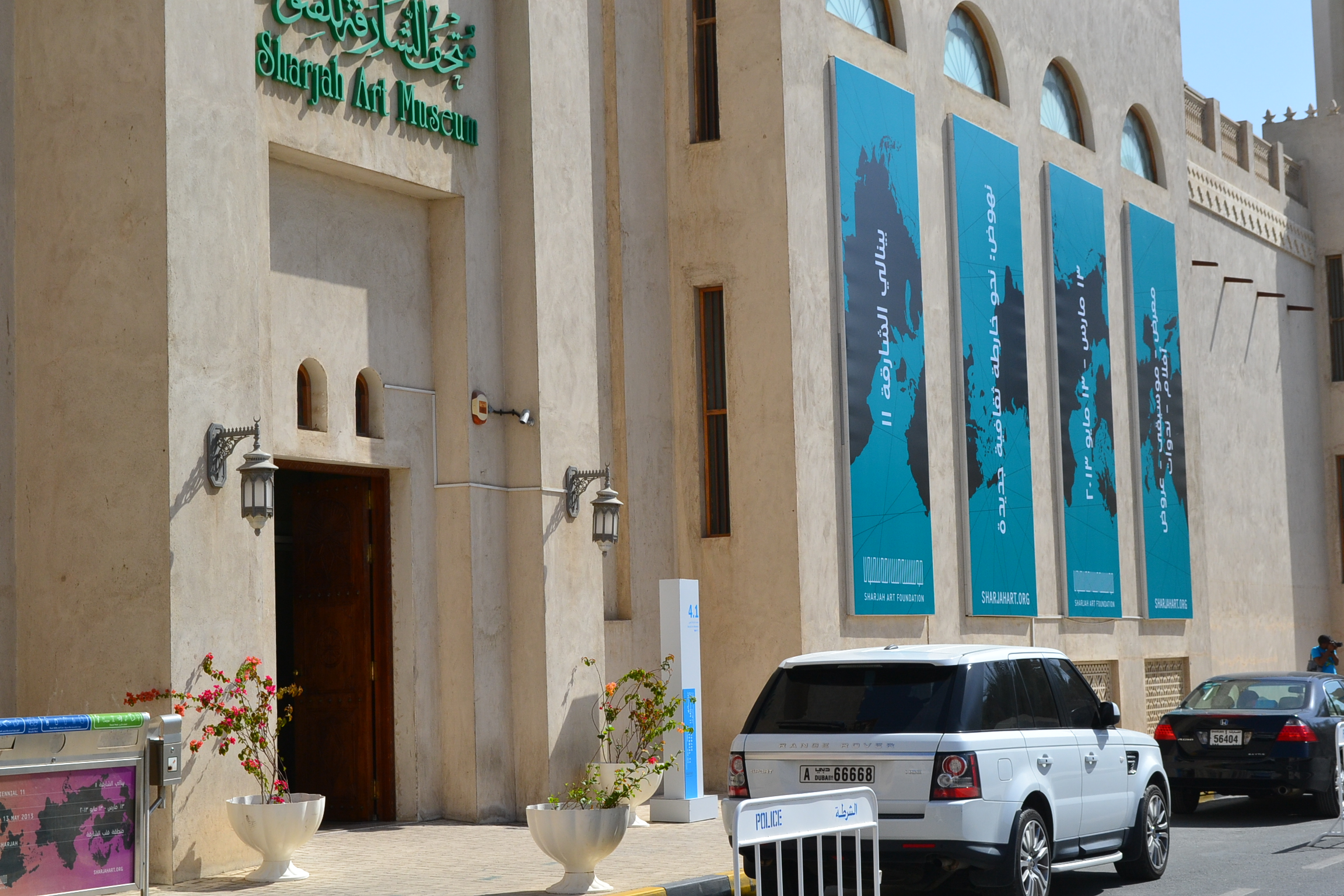
Музей Мистецтва
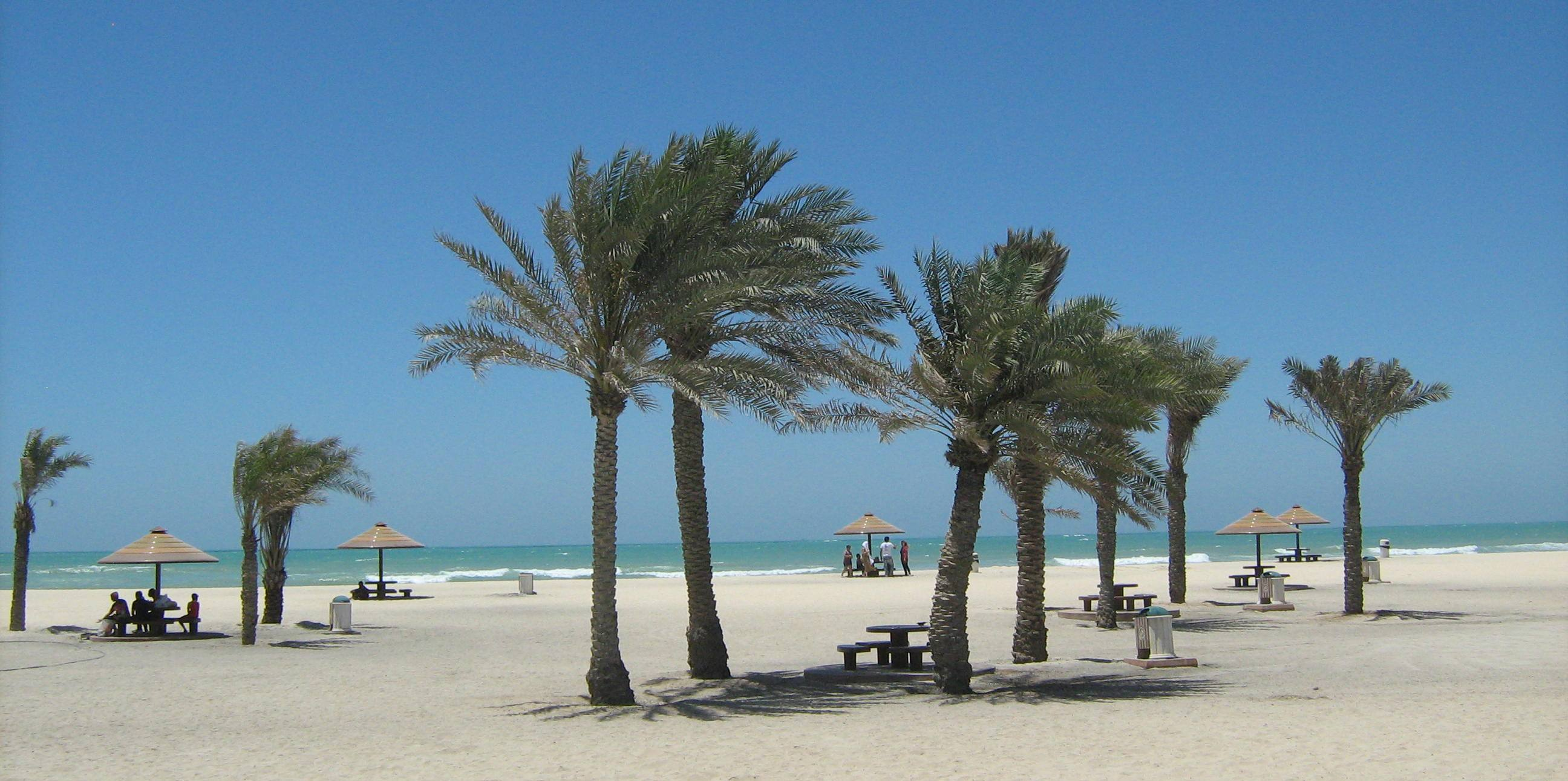
Міський пляж
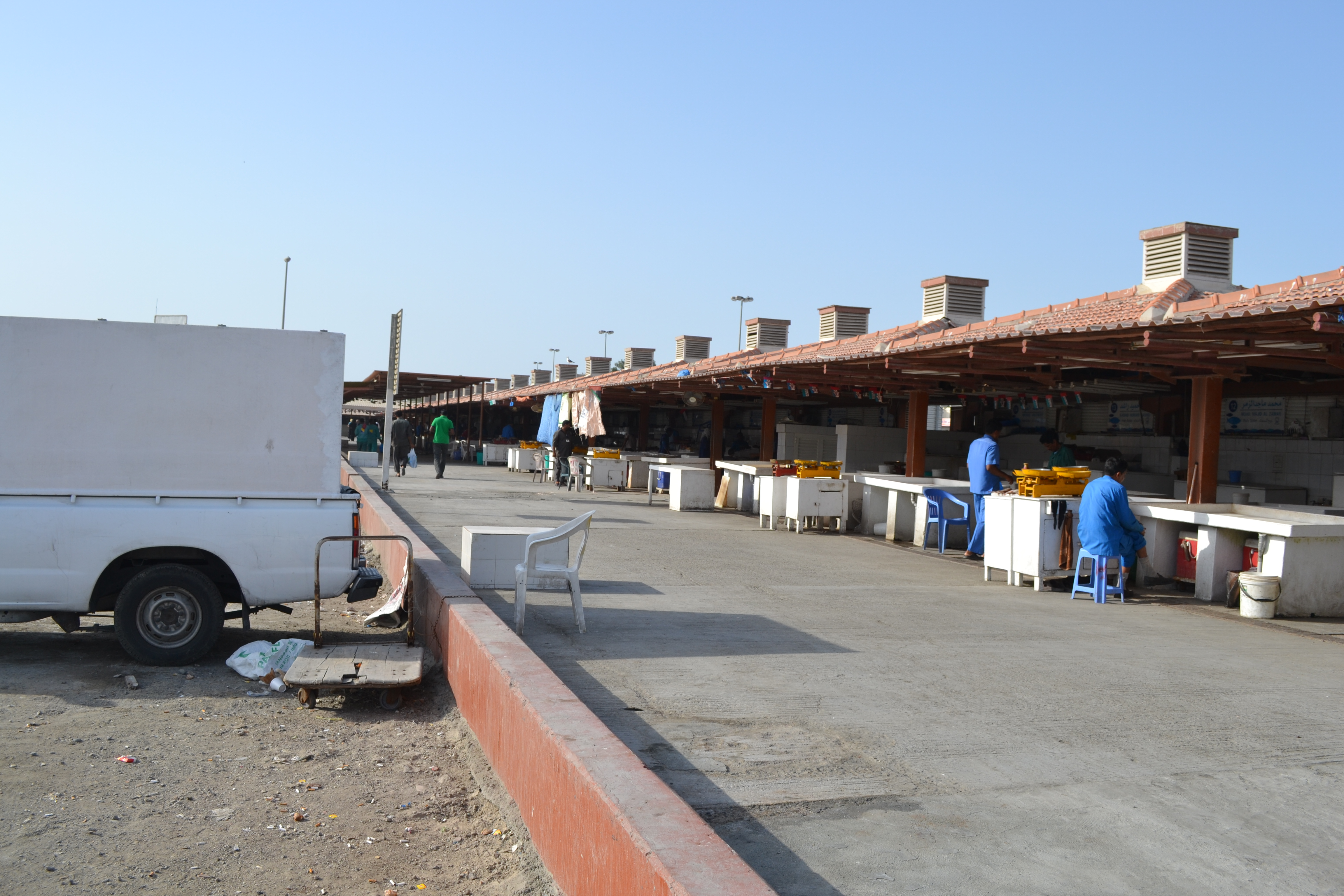
Рибний ринок в обіденю перерву
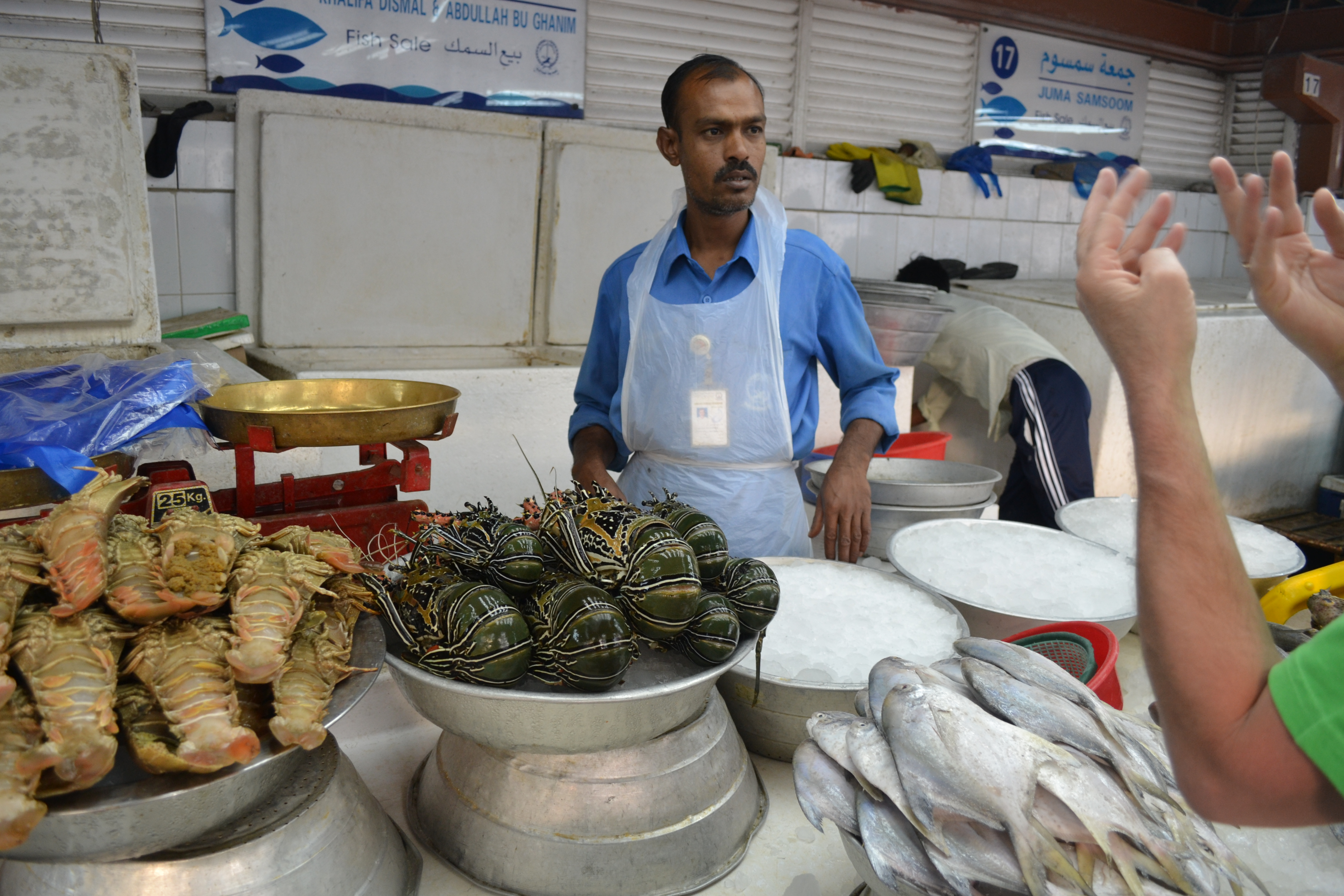
Рибний торг
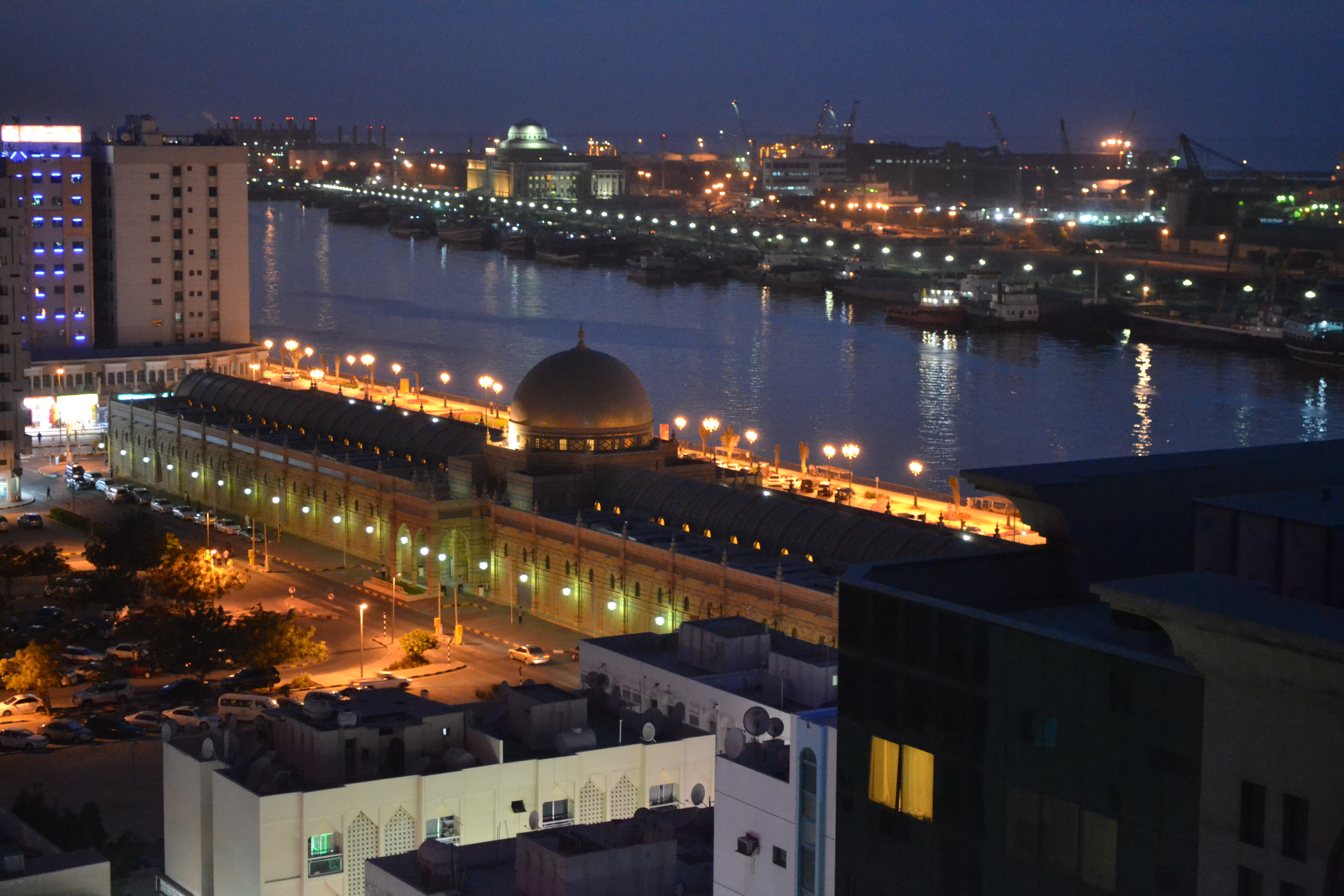
Вид на затоку та музей Ісламу в вечірній час
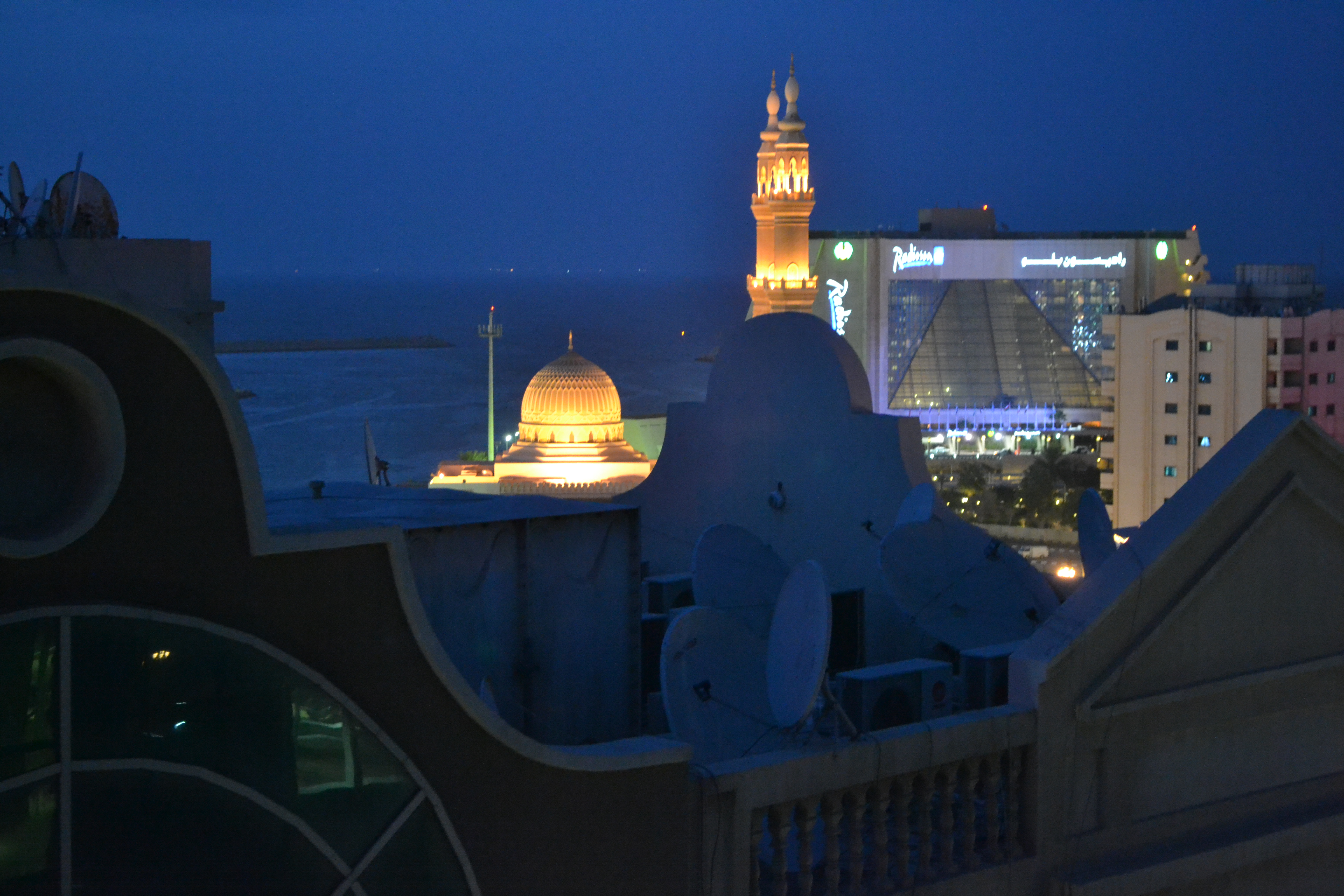
Вхід в затоку
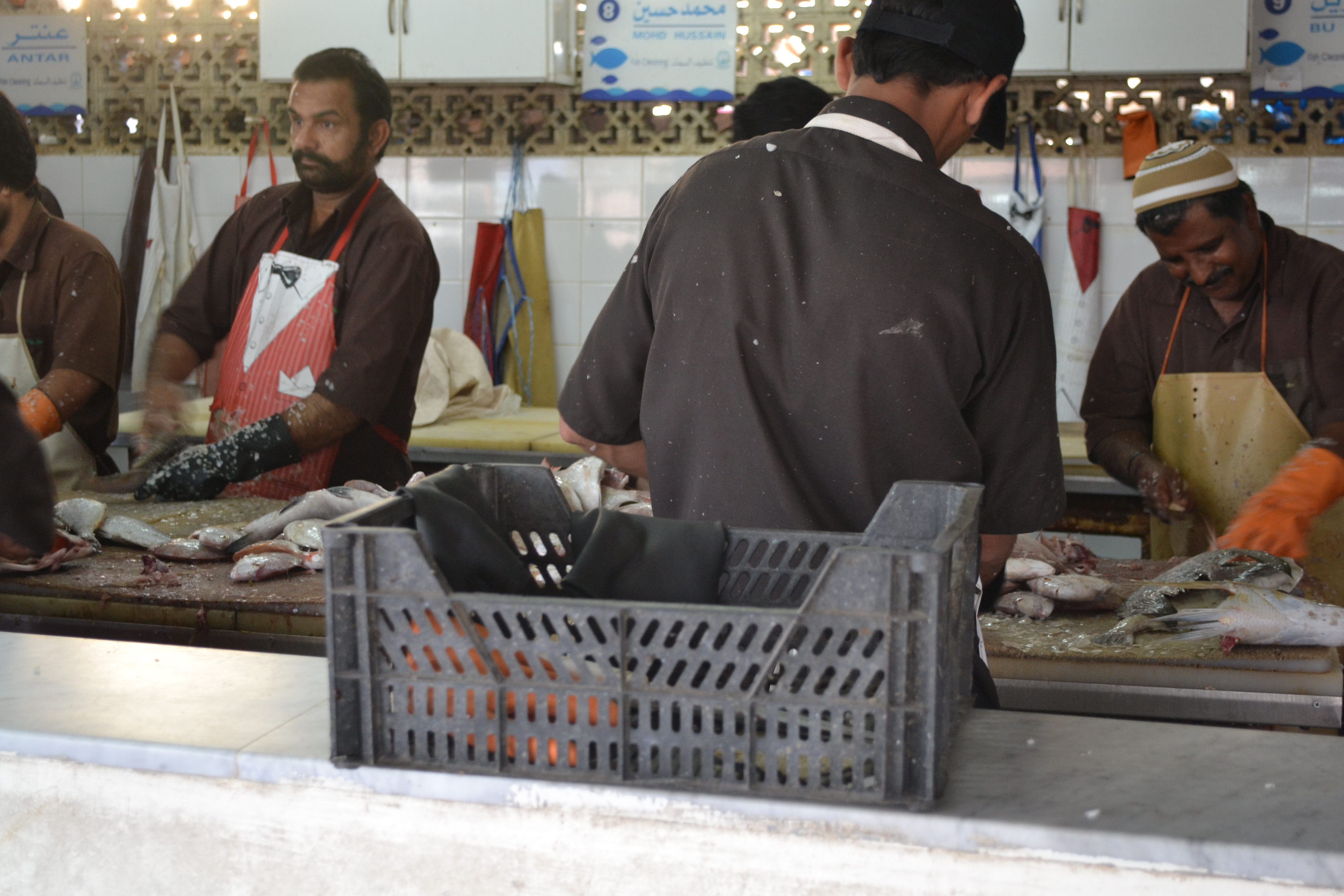
Чищення риби
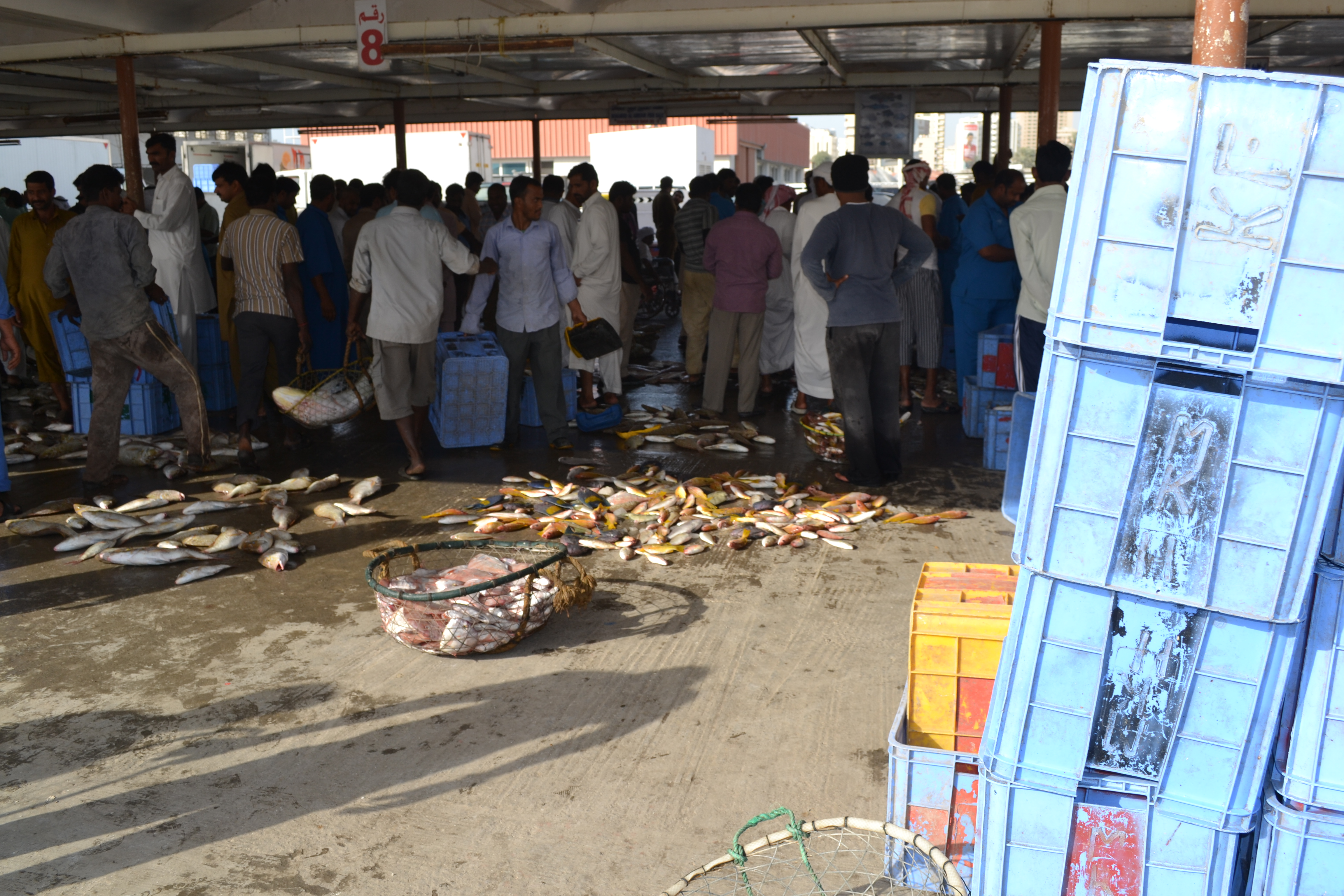
Гуртова торгівля рибою